# Predictice
 (août 2020).
Predictice est une start-up  française créée en 2016 qui intervient dans le domaine de l’information juridique, et dont la clientèle est constituée de professionnels du droit.

## Historique
Predictice est créée en janvier 2016 par trois personnes évoluant dans les domaines du droit et de l'informatique : Louis Larret-Chahine, Thomas Baduel et Alexandre Cheronnet.   
En 2017, alors que l'accessibilité des décisions de justice en open data prévue par la Loi pour une République numérique accuse un retard, un partenariat technique et commercial est noué avec Wolters Kluwer afin de déployer les services de l'entreprise. Ce soutien permet à la société de lever 5 millions d'euros,. La même année, une expérimentation est menée par les Cours d'appel de Rennes et de Douai. Le test de la version bêta est mitigé. Si pour certains magistrats le logiciel permet une « harmonisation » de la jurisprudence, le Premier président de la Cour d'appel de Rennes se montre plus critique expliquant que Predictice est davantage fondé sur une analyse statistique et quantitative que qualitative, qu'il n'apporte pas de plus-value par rapport aux moteurs de recherche déjà existants et qu'il existe des biais dans l'algorithme. Louis Larret-Chahine rejette les critiques en expliquant que l'outil est plutôt destiné aux avocats qui sont souvent confrontés à des clients leur demandant d'évaluer les chances d'obtenir gain de cause. Le cofondateur ajoute que l'outil présente, d'une part, un intérêt pécuniaire puisque la prestation peut être facturée et, d'autre part, protège la réputation, un avocat pouvant refuser de plaider « des cas trop "risqués" » .  
En 2019, Predictice comprend dix-huit salariés.

## Fonctionnement
L'outil développé propose de calculer les chances de succès d’une action en justice selon le fondement légal, le montant des indemnités, la durée de la procédure grâce à des algorithmes d’analyse de la jurisprudence, (1,5 million de décisions). Pensé pour les contentieux de masse à l'instar du droit social ou du droit de la famille, il comporte une dimension performative : il « influe sur la décision et la manière dont l'affaire sera plaidée ». Le droit pénal est en revanche exclu de son champ d'application en raison de principes déontologiques. 

## Intelligence artificielle générative
En 2023, Predictice intègre une fonctionnalité d'intelligence artificielle générative appelée "Assistant", utilisant la technologie d'OpenAI (à l’origine de ChatGPT) et les connaissances de professionnels du droit.

## Clients
Les clients de la société sont des cabinets d'avocats,, des directions juridiques et des compagnies d'assurance. L'entreprise a également mis en place des partenariats avec différents barreaux,,.